# 山岸拓生
山岸 拓生（やまぎし たくお、1973年9月1日 - ）は、日本の俳優。本名：同じ。富山県出身。劇団「拙者ムニエル」団員。ヘッドクリエイティブ所属。早稲田大学卒業。身長178cm、体重86kg、血液型はB型。

## 人物
趣味はパチンコ、食べ歩き。特技は弓道（2段）、クイズ。

## 出演

### 舞台
- ヤバ口さんちのツトム君！（2007年7月21日 - 8月6日、下北沢駅前劇場、作・演出：村上大樹）
- ミュージカル☆忍者じゃじゃ丸くん（2014年5月20日 - 5月25日、シアターグリーン BIG TREE THEATER） - じじ丸 役
- 超歌劇（ウルトラミュージカル）『幕末Rock』（2014年12月24日 - 12月29日、天王洲銀河劇場）
- 超★超歌劇（ウルトラミュージカル）『幕末Rock』（2015年8月8日 - 9日、梅田芸術劇場シアター・ドラマシティ / 13日 - 16日、Zeppブルーシアター六本木）
- 超歌劇（ウルトラミュージカル）『幕末Rock 黒船来航』（2016年8月20日 - 21日、京都劇場 / 9月4日 - 9日、EXシアター六本木）
- ミュージカル『憂国のモリアーティ』（2019年5月10日 - 19日、天王洲 銀河劇場 / 5月25日 - 26日、柏原市民文化会館リビエールホール 大ホール） - レニー・ダブリン男爵 役
- 囚われのパルマ -失われた記憶-（2019年6月22日 - 23日、サンケイホールブリーゼ / 6月27日 - 30日、シアター1010） - 郷田修一 役
- PERSONA5 the Stage（2019年12月13日 - 15日、メルパルクホール / 12月19日 - 29日、天王洲 銀河劇場） - 校長 役
- PERSONA5 the Stage #2（2020年10月1日 - 4日、KT Zepp Yokohama / 10月17日 - 18日、サンケイホールブリーゼ） - 校長 役
- PERSONA5 the stage #3（2021年12月10日 - 12日、メルパルクホール大阪 / 12月16日 - 19日、KT Zepp Yokohama） - 校長 役
- ろりえの復讐（2024年4月18日 - 24日、新宿シアタートップス）[1]
- バック・トゥ・ザ・うんちゃん〜ドライバーの消える日〜（2024年10月2日 - 6日〈予定〉、ザ・ポケット）[2]
- 舞台『ジョーカー・ゲームIII』（2025年11月21日 - 30日〈予定〉、天王洲 銀河劇場） - ジョン・ゴードン 役[3]

### 映画
- バブルへGO!! タイムマシンはドラム式（2007年）
- グッドバイ、バッドマガジンズ（2022年11月、ピークサイド） - 河田局長 役[4]

### テレビドラマ
- ライオン丸G（2006年10月1日 - 12月24日、テレビ東京） - オザキ 役
- Xenos（2007年1月12日 - 3月30日、テレビ東京） - 吉沢克則 役